# Великий Німнир (роз'їзд)
58°04′38″ пн. ш. 125°26′39″ сх. д. / 58.077222222222° пн. ш. 125.44416666667° сх. д.

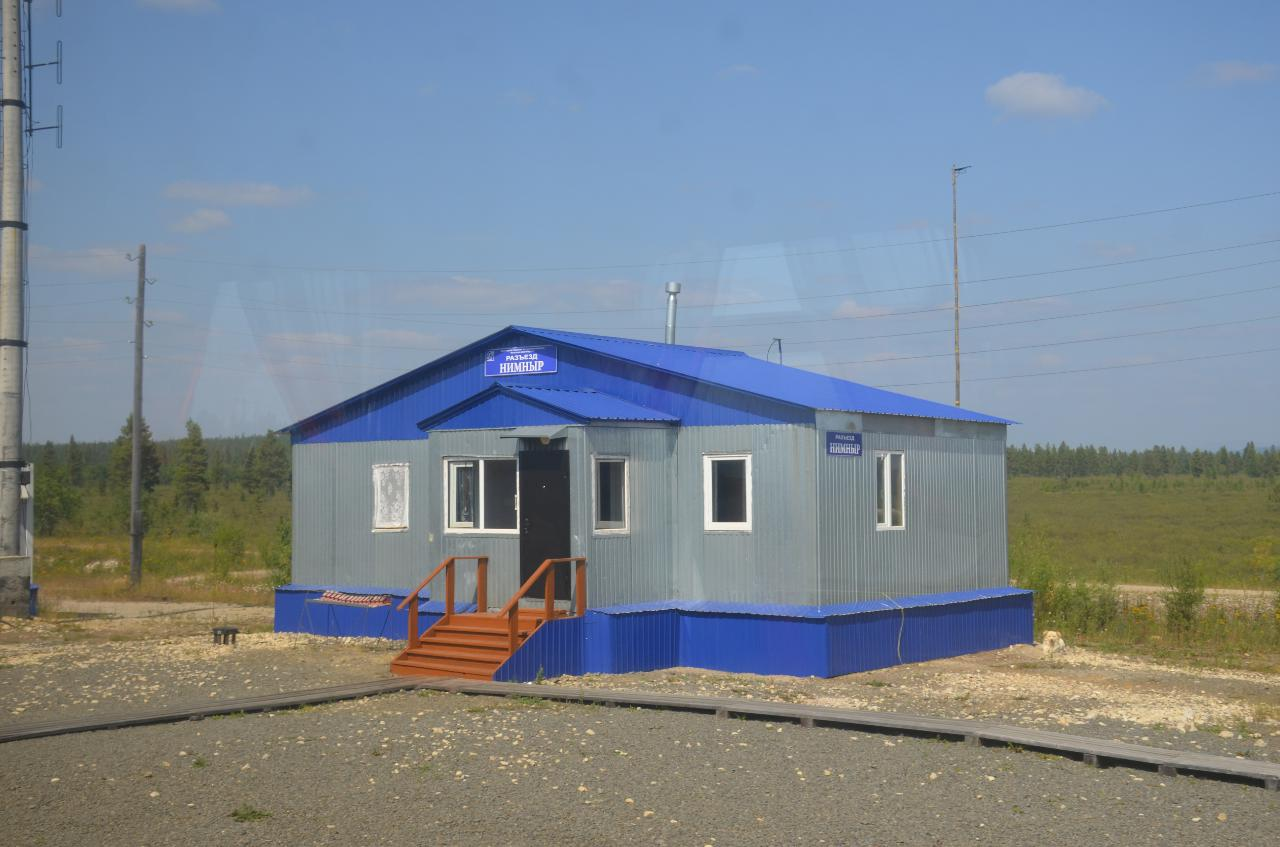
Вокзал

Великий Німнир (також Німнир; рос. Большой Нимныр) — роз'їзд Якутської залізниці (Росія), розміщений на дільниці Нерюнгрі-Пасажирська — Нижній Бестях між роз'їздами Тайожна (відстань — 59 км) і Селігдар (37 км). Відстань до ст. Нерюнгрі-Пасажирська — 208 км, до транзитного пункту Тинда — 437 км.